# Mathewsia auriculata
Mathewsia auriculata är en korsblommig växtart som beskrevs av Rodolfo Amando Philippi. Mathewsia auriculata ingår i släktet Mathewsia och familjen korsblommiga växter. Inga underarter finns listade i Catalogue of Life.